# Оциллококцинум
О́циллоко́кцинум (лат. Oscillococcinum), или Оцилло, — гомеопатическое средство с недоказанной эффективностью. 
Заявлен производителем как средство для профилактики и лечения простуды и гриппа, однако не существует клинических испытаний, которые доказывают его эффективность.
Состоит из вспомогательных компонентов — 0,85 грамма сахарозы и 0,15 грамма лактозы, иначе говоря, препарат на 100 % состоит из сахара.
В 2010 году Управление по контролю качества продуктов и лекарств США (FDA) включило препарат оциллококцинум компании «Буарон» в список мошеннических продуктов (англ. Fraudulent Products List).
В 2020 году Ассоциация фармацевтов Израиля заявила, что «Оцилло» (Оциллококцинум) не предотвращает ни одну болезнь и не является лекарством, но представляет собой гомеопатию, а производитель вводит покупателей в заблуждение.
Производитель — компания «Лаборатория Буарон» (Франция).

## История
В 1919 году во время эпидемии гриппа «испанки» французский гомеопат Жозеф Руа увидел в крови больных гриппом некие колеблющиеся бактерии, которые он назвал «осциллококками» (Oscillococcus) и которые, по его мнению, и являлись причиной гриппа. Подобные микроорганизмы он также обнаружил и при других заболеваниях, таких как герпес, рак, туберкулёз, ревматизм и прочие.
Сейчас известно, что грипп вызывается вирусом, который нельзя увидеть в оптический микроскоп, поэтому Жозеф Руа в принципе не мог его наблюдать. Кроме того, ни один исследователь после Руа не видел никаких осциллококков. Тем не менее, для разработки вакцины он приготовил экстракт осциллококков и пытался использовать его для лечения больных раком. Вакцина оказалась недействующей, больные после обострения болезни умирали. Решив не использовать осциллококков из крови пациентов, он начал искать эти бактерии в организмах животных, пока не обнаружил их в печени уток с Лонг-Айленда. Затем он использовал сердце и печень этих птиц для приготовления гомеопатического препарата.
В настоящее время приготовление оциллококцинума ведётся методом гомеопатического разведения по Корсакову экстракта сердца и печени мускусной утки (ошибочно называемой продавцами в Восточной Европе «барбарийской» — на французском языке одомашненная мускусная утка называется canard de Barbarie: в корректном переводе — «берберская утка». Однако официальная орнитология признаёт именно название «мускусная утка»).

## Общая информация
Белые гранулы почти сферической формы, сладкого вкуса, легко растворимы в воде.
- Активный компонент: Anas Barbariae Hepatis et Cordis Extractum (экстракт печени и сердца барбарийской утки — название птицы не соответствует действующей научной терминологии[Комм. 1]): 200СK в 1 дозе[7].

Примечание: Логика разработчиков в выборе действующего начала заключается в их убеждённости, что вещества из органов водоплавающей птицы — основного хозяина вирусов гриппа в природе, будучи разведёнными до бесконечно малых пропорций, будут эффективны против самого гриппа (гомеопатический принцип лечить подобное подобным).
- Вспомогательные компоненты: сахароза и лактоза до 1 г.

Как и для всех гомеопатических препаратов со сверхвысоким разведением активного компонента, для Оциллококцинума не доказана ни эффективность, ни содержание в препарате заявленных компонентов. Согласно данным современной доказательной медицины, эффективность гомеопатических препаратов не превышает эффекта плацебо.
Показания к применению: грипп и простудные заболевания.
Противопоказания: Повышенная индивидуальная чувствительность к отдельным компонентам препарата
Форма выпуска: в тюбиках по 1 г (1 доза), в контурной ячейковой упаковке 1, 3 или 6 тюбиков; в пачке картонной 1 упаковка или в блистере 3 тюбика; в пачке картонной 1 или 2 блистера.
Срок годности: 5 лет c момента выпуска препарата.
Условия хранения: В защищённом от влаги месте, при температуре 15—25 °C.

### Механизм действия
Производитель ничего не сообщает о механизме действия препарата. Отсутствуют научные данные о том, каким образом экстракт внутренностей утки должен подавлять вирусы гриппа. Более того, препарат фактически не содержит это активное вещество. Сотрудница производителя утверждает, что Оциллококцинум оказывает лечебное действие вопреки отсутствию действующего вещества.
Оциллококцинум представляет собой препарат концентрации 200C (10−400) исходного экстракта, что, учитывая величину числа Авогадро (~6⋅1023 моль−1), с практической точки зрения исключает наличие хотя бы одной молекулы действующего вещества во всех произведённых «Лабораторией Буарон» гранулах вместе взятых. Например, одна молекула, «разведённая» во всей Вселенной, будет приблизительно соответствовать гомеопатическому разведению всего лишь 40С. 200С будет соответствовать одной молекуле на примерно 10320 Вселенных.
По словам физика Роберта Парка, вероятность, что потребитель получит хотя бы одну молекулу заявленного действующего вещества — экстракта печени и сердца «барбарийской утки» — меньше, чем вероятность попадания в него метеорита.

Представительница «Лаборатории Буарон» Джина Кейси на вопрос о безопасности употребления препарата, полученного из сердца и печени утки, заявила: «Конечно, он безопасен. В нём ничего нет»
Оригинальный текст (англ.)As Boiron's Casey explained when asked if a remedy made from the heart and liver of a duck was safe: «Of course it is safe. There’s nothing in it.»— McGraw, 1997, p. 2

## Противопоказания
Препарат противопоказан при непереносимости или гиперчувствительности к его компонентам: сахарозе и лактозе.

## Распространённость
С начала 2010 года по начало лета 2010 года в России продано 10,6 миллиона упаковок на сумму 2,9 миллиарда рублей. В 2012 году продажи составили 2,6 млрд рублей.
Особенно препарат популярен во Франции, где он производится более 67 лет и является самым продаваемым в стране безрецептурным средством против гриппа. На родине препарата, во Франции, с 1992 года запрещена продажа в медицинских целях любых средств, приготовленных в соответствии с гомеопатическим принципом Корсакова, — за исключением оциллококцинума. В то же время в научном обзоре лекарств от гриппа 2005 года сделан вывод о том, что популярность оциллококцинума во Франции не основана на текущих доказательствах его эффективности.

## Клинические испытания
Мета-анализ двух профилактических исследований в России (327 пациентов) и четырёх клинических испытаний во Франции и Германии (1196 пациентов) не подтвердил статистически значимой профилактической и лечебной эффективности Оциллококцинума. В анализе резюмируется, что клинические испытания и другие научные данные об «Оциллококцинуме» не подтверждают заявляемого производителями профилактического эффекта против гриппа и гриппоподобных синдромов. Не было выявлено статистически значимой разницы между эффектом от Оциллококцинума и от плацебо.

## Критика
Общественная образовательная организация Center for Inquiry (CFI) и Committee for Skeptical Inquiry (CSI) послали две петиции в Управление по контролю качества продуктов и лекарств США (FDA), критикуя производителя оциллококцинума компанию «Буарон» за введение в заблуждение в маркировке и рекламе препарата. Первая петиция утверждает, что на упаковке лекарства активное вещество, печень и сердце утки, приведено только на латинском языке, который не знает большинство потребителей. Другая петиция касается рекламы на веб-сайте, в которой утверждается, что оциллококцинум получил одобрение FDA, что не является правдой.
В 2010 году Управление по контролю качества продуктов и лекарств США (FDA) включило препарат оциллококцинум компании «Буарон» в список мошеннических продуктов (Fraudulent Products List).
8 августа 2011 года был подан иск от жителей Калифорнии. В иске компания «Буарон» обвиняется в ложном заявлении, что оциллококцинум может вылечить грипп. Активный ингредиент препарата не имеет доказанных лекарственных качеств. Более того, продаваемое лекарство его не содержит.
В 2010 году профессор Василий Власов из Общества специалистов доказательной медицины подверг сомнению эффективность некоторых популярных в России лекарств, в том числе и оциллококцинума. Профессор охарактеризовал его как «препарат, сделанный с использованием экстракта печени и сердца несуществующей птицы для борьбы с несуществующим микроорганизмом и при этом не содержащий действующего вещества», отдельно уделив внимание концентрации действующего вещества: «Теоретически, весь оциллококцинум, проданный до скончания времён, можно было бы сделать из одной утиной печени».
Препарат неоднократно был объектом критики на российском телевидении.
Так, профессор, доктор медицинских наук, заведующий кафедрой клинической фармакологии Российского государственного медицинского университета И. Г. Козлов в телепередаче «Здоровье» от 26 сентября 2010 года сказал: «Клинические испытания препарата не подтвердили, что „Оциллококцинум“ можно использовать для лечения и профилактики гриппа и простуды. Никаких доказательств, что этот препарат на самом деле действует, до сих пор нет. <…> Ограничиваясь только этим гомеопатическим препаратом, люди, заболевшие гриппом или имеющие тяжёлые простудные инфекции, теряют время, а потерянное время, особенно при гриппе, может обернуться гибелью».
Д-р биол. наук, академик РАМН, директор ГУ НИИ гриппа РАМН О. И. Киселёв заявил в 2012 году: «Оциллококцинум — я везде говорю, что это халтура<…> Сама идея просто мошенническая».
Ассоциация фармацевтов Израиля опубликовала информацию об отсутствии противогриппозного действия у препарата Оцилло (в Израиле Оциллококцинум продаётся под этой маркой) и о недобросовестности производителя в его рекламе. Израильская телекомпания Решет провела журналистское расследование, выявившее признаки коррупции между производителем и надзорным органом страны. В результате в министерстве здравоохранения Израиля в 2020 году началась служебная проверка.

## Комментарии
1. ↑  Имеется в виду Мускусная утка, Cairina moschata; вида Anas barbaria в научной номенклатуре нет, в латинской фразе использовано французское общеупотребительное название этой птицы (фр. Canard de Barbarie)
2. ↑  Согл. инструкции, активные компоненты Оциллококцинума — Anas barbariaelium, hepatic et cordis extractum — 200C, 0,01 мл, то есть 0,01 мл раствора двухсот последовательных разведений, каждое — в 100 раз (100200=10400). Подробнее см. Гомеопатия#Потенцирование.